# Adrian Aliaj
Adrian Aliaj (* 24. September 1976 in Tirana) ist ein ehemaliger albanischer Fußballspieler.

## Karriere

### Verein
Der Außenverteidiger begann seine Profikarriere beim FK Partizani Tirana und wurde dort 1993 albanischer Meister sowie Pokalsieger. Zwei Jahre später wechselte Aliaj dann nach Deutschland zu Hannover 96 in die 2. Fußball-Bundesliga. In der Saison 1995/96 stand er dabei jedoch nur am 14. und am 19. Spieltag im Kader und kam zu Einsätzen über 20 und 25 Minuten. 1996 verließ er Hannover und wechselte nach Kroatien zum Hajduk Split. Drei Jahre später wechselte er in die belgische erste Liga zu Standard Lüttich, wo er in der Saison 1999/2000 zu 24 Einsätzen kam. In der Winterpause ging er nach Israel zum Maccabi Petach Tikwa, blieb dort jedoch nur bis zum Sommer und wechselte nach 17 Spielen und zwei Toren zurück nach Belgien zum R.A.A. La Louvière. Nach zwei Jahren wechselte er ligaintern zu Sporting Charleroi, bevor es ihn 2003 zurück in die 2. Bundesliga nach Deutschland zu Rot-Weiß Oberhausen führte. Nach zwei erfolgreichen Jahren mit 45 Ligaeinsätzen – seinen meisten für einen Verein – und sieben Toren verließ er 2005 die Oberhausener und wechselte nach Frankreich zu Stade Brest. 2006 wechselte Aliaj für eine Saison zu NK Solin in Kroatien, bevor er 2007 seine Karriere bei al-Nasr in Saudi-Arabien beendete.

### Nationalmannschaft
Von 2001 bis 2006 spielte Aliaj 29 Partien für die Albanische Fußballnationalmannschaft und schoss dabei acht Tore.
| #  | Datum             | Stadion                                | Gegner       | Tor | Ergebnis | Anlass             |
| -- | ----------------- | -------------------------------------- | ------------ | --- | -------- | ------------------ |
| 1. | 11. Oktober 2003  | Estádio do Restelo, Lissabon, Portugal | Portugal     | 1–1 | 5–3      | Freundschaftsspiel |
| 2. | 11. Oktober 2003  | Estádio do Restelo, Lissabon, Portugal | Portugal     | 4–3 | 5–3      | Freundschaftsspiel |
| 3. | 15. November 2003 | Qemal-Stafa-Stadion, Tirana, Albanien  | Estland      | 1–0 | 2–0      | Freundschaftsspiel |
| 4. | 18. Februar 2004  | Qemal-Stafa-Stadion, Tirana, Albanien  | Schweden     | 2–1 | 2–1      | Freundschaftsspiel |
| 5. | 31. März 2004     | Qemal-Stafa-Stadion, Tirana, Albanien  | Island       | 1–0 | 2–1      | Freundschaftsspiel |
| 6. | 28. April 2004    | A. Le Coq Arena, Tallinn, Estland      | Estland      | 0–1 | 1–1      | Freundschaftsspiel |
| 7. | 4. September 2004 | Qemal-Stafa-Stadion, Tirana, Albanien  | Griechenland | 2–0 | 2–1      | WM-Qualifikation   |
| 8. | 1. März 2006      | Qemal-Stafa-Stadion, Tirana, Albanien  | Litauen      | 1–0 | 1–2      | Freundschaftsspiel |

## Erfolge
- Albanischer Meister: 1993
- Albanischer Pokalsieger: 1993